# Vi khuẩn lam
Vi khuẩn lam (danh pháp khoa học: Cyanobacteria), thường được gọi là tảo lam hay tảo lục lam , là một ngành vi khuẩn có khả năng quang hợp. Tên gọi "cyanobacteria" có nguồn gốc từ màu sắc của các loài vi khuẩn này (tiếng Hy Lạp: κυανός (kyanós) = lam). Sericytochromatia, tên được đề xuất của nhóm cận ngành và nhóm cơ bản nhất, là tổ tiên của cả nhóm vi khuẩn không quang hợp Melainabacteria và vi khuẩn lam quang hợp, còn được gọi là vi khuẩn Oxyphotobacteria.
Bằng việc tạo ra oxy ở dạng khí như là một phụ phẩm của quá trình quang hợp, các vi khuẩn lam được người ta cho là đã chuyển đổi khí quyển mang tính khử ở thời kỳ đầu thành khí quyển mang tính oxy hóa, một công việc đã thay đổi mãnh liệt thành phần sự sống trên Trái Đất bằng sự kích thích đa dạng sinh học và dẫn tới sự gần như tuyệt chủng của các sinh vật yếm khí. Theo thuyết nội cộng sinh, các lục lạp được tìm thấy trong thực vật và tảo nhân chuẩn đã tiến hóa từ vi khuẩn lam thông qua cơ chế nội cộng sinh.

## Sinh thái học

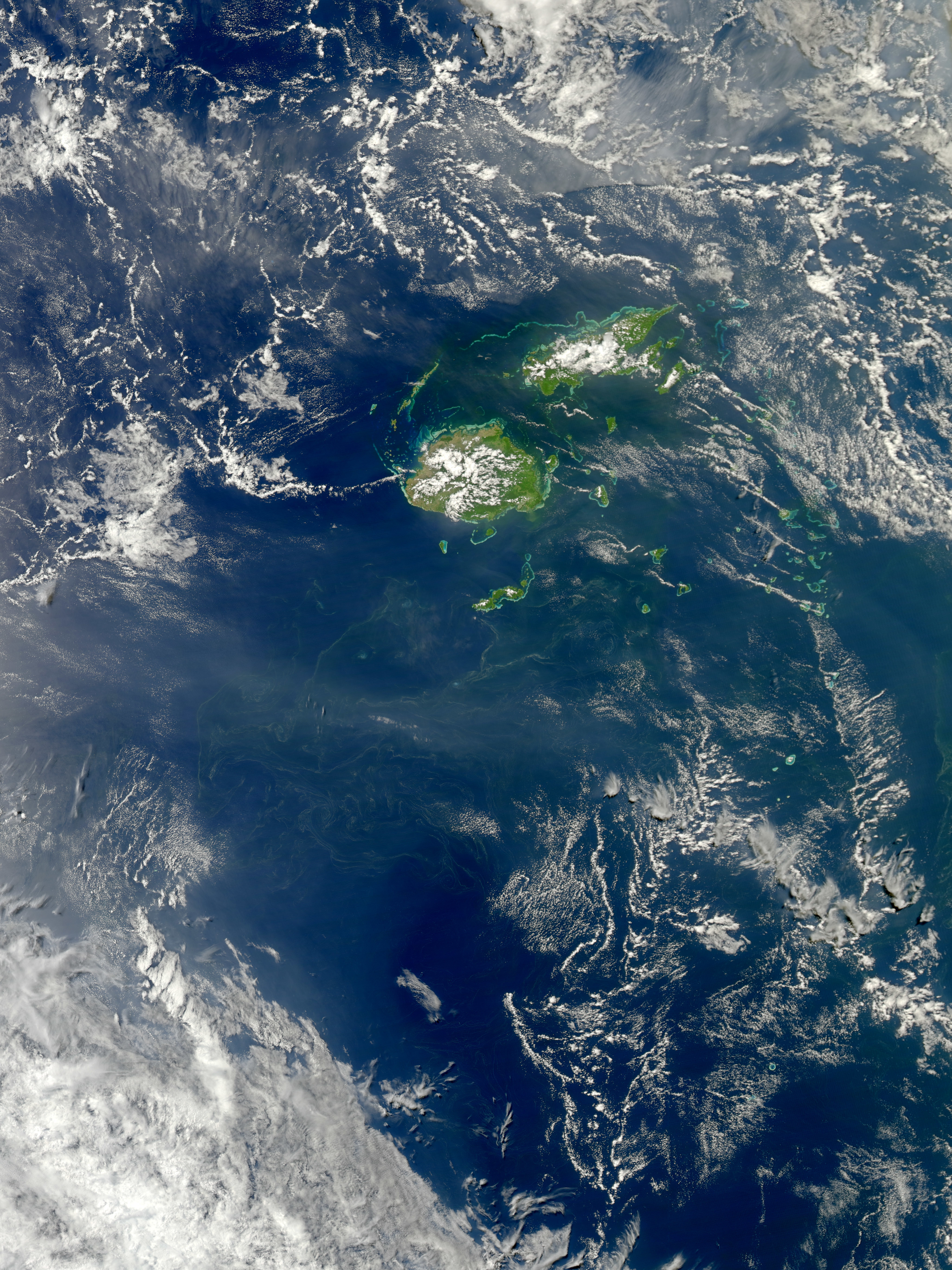
Nảy nở tươi tốt của vi khuẩn lam tại khu vực gần Fiji.

Vi khuẩn lam có thể được tìm thấy gần như trong mọi môi trường sống trên đất liền và trong môi trường nước - như trong các đại dương, môi trường nước ngọt, đất hay đá ẩm thấp vĩnh cửu hay tạm thời (kể cả trong các hoang mạc), đất và đá trọc (thậm chí kể cả các loại đá tại châu Nam Cực). Chúng có thể xuất hiện như là các tế bào phiêu sinh hay tạo ra các màng sinh học quang dưỡng. Chúng cũng được tìm thấy trong gần như mọi hệ sinh thái trong đá. Một số loài vi khuẩn lam là các sinh vật nội cộng sinh trong địa y, thực vật, các dạng sinh vật nguyên sinh hoặc bọt biển và có vai trò cung cấp năng lượng cho vật chủ. Một số loài  sinh sống trên lông của một số loài thú, như những con lười, đã tạo ra một dạng ngụy trang cho các động vật này.
Vi khuẩn lam thủy sinh được biết đến vì sự sinh sôi nảy nở rộng và dễ thấy của chúng, cả trong môi trường nước ngọt lẫn môi trường biển. Sự sinh sôi nảy nở này có thể xuất hiện dưới dạng các vết hay các lớp váng có màu lục lam. Sự sinh sôi nảy nở này có thể độc hại cho môi trường, và thường dẫn tới việc đóng cửa các vùng nước tiêu khiển giải trí khi xuất hiện các vết/đốm của vi khuẩn lam. Các virus ăn vi khuẩn lam ở biển là các sinh vật ký sinh đáng kể đối với các vi khuẩn lam đơn bào sinh sống trong môi trường biển

## Đặc trưng
Vi khuẩn lam là nhóm sinh vật có khả năng quang hợp và cố định đạm, sinh sống trong nhiều môi trường sống khác nhau, kể cả đất đá hay nước. Trong nhóm này, các sinh vật quang hợp có màu là cyanophycin, allo-phycocyanin và erythro-phycocyanin. Tản của chúng biến động từ đơn bào tới tế bào dạng sợi hay dị bào dạng sợi. Chúng cố định nitơ trong khí quyển trong các điều kiện ưa khí hay kị khí bằng các dị bào.

### Cố định nitơ

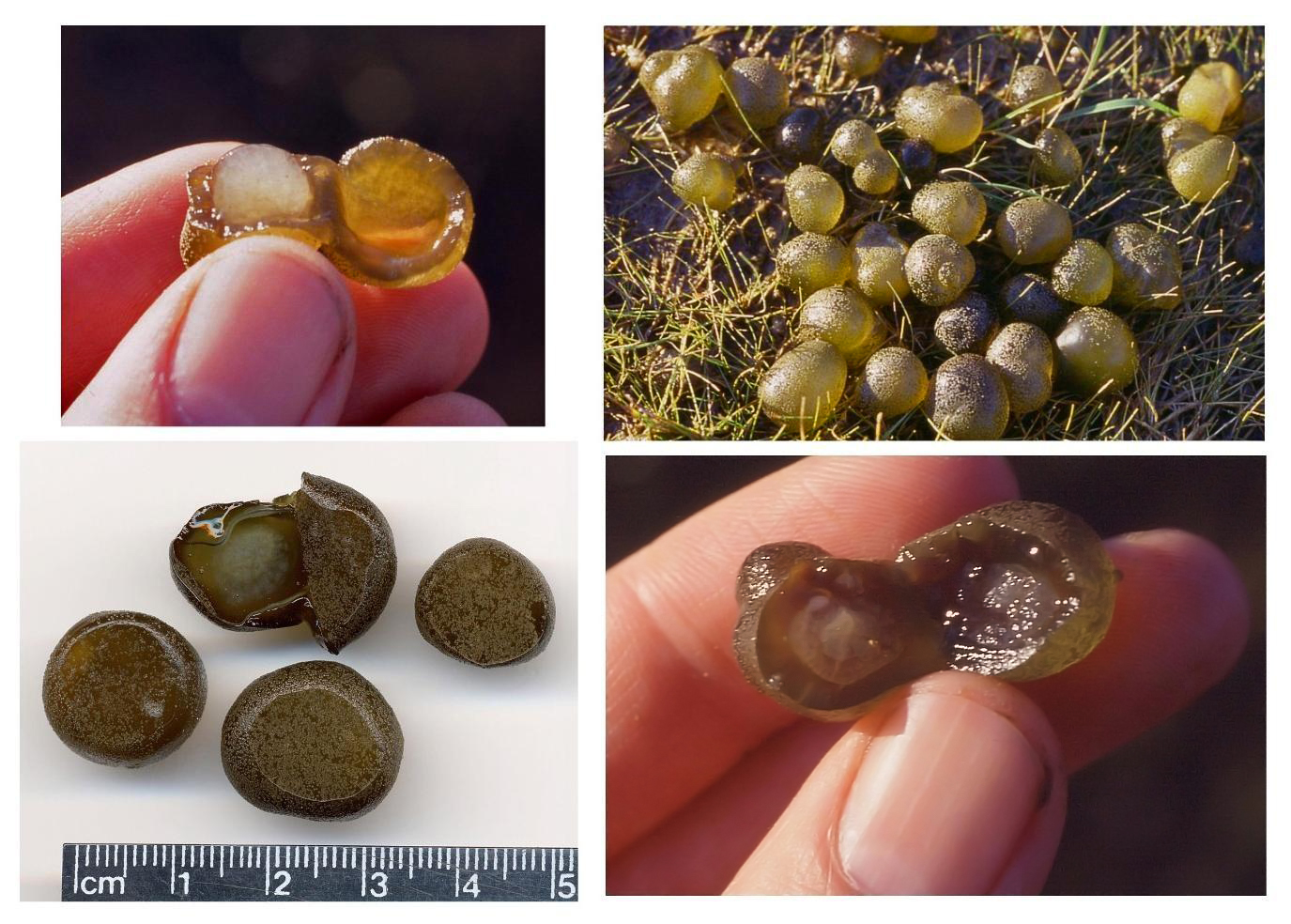
Các tập đoàn Nostoc pruniforme.

Vi khuẩn lam bao gồm các loài đơn bào hoặc sinh sống thành tập đoàn. Các tập đoàn có thể tạo thành dạng sợi, tấm hay các quả cầu rỗng. Một số tập đoàn dạng sợi có khả năng phân lập thành nhiều kiểu tế bào có vai trò khác nhau, bao gồm các tế bào sinh dưỡng; tế bào thông thường; tế bào quang hợp, được hình thành trong các điều kiện thích hợp; chẳng hạn các akinete là dạng bào tử chịu đựng điều kiện khí hậu có thể hình thành khi các điều kiện môi trường trở nên khắc nghiệt; hay các dị bào có vách dày chứa enzym nitrogenaza là thiết yếu cho quá trình cố định đạm. Các dị bào cũng có thể hình thành trong các điều kiện môi trường thích hợp (thiếu oxy) khi nitơ được cố định là hiếm có. Các loài tạo dị bào là chuyên biệt hóa cho việc cố định đạm và có khả năng chuyển hóa nitơ tự do dạng khí thành amonia (Bản mẫu:Nh3), nitrit (Bản mẫu:No2-) hay nitrat (Bản mẫu:No3-), là dạng mà thực vật có thể hấp thụ và chuyển hóa thành protein và các axit nucleic (nói chung các loài thực vật không có khả năng hấp thụ và chuyển hóa trực tiếp nitơ tự do trong khí quyển, ngoại trừ các loài có quan hệ [nội] cộng sinh với vi khuẩn cố định đạm - như các loài trong họ Đậu (Fabaceae)).
Các ruộng lúa sử dụng các quần thể vi khuẩn lam cố định đạm (như Anabaena - vi khuẩn lam cộng sinh với dương xỉ thủy sinh là bèo tấm (Azolla)) như là nguồn cung cấp phân đạm.

### Hình thái học
Nhiều loài vi khuẩn lam tạo thành các tế bào ở dạng sợi có khả năng di động, gọi là hormogonium, có thể tách ra khỏi sinh khối chính để sinh sôi và hình thành các tập đoàn mới ở nơi khác. Các tế bào trong hormogonium thường mỏng hơn so với các tế bào ở trạng thái sinh dưỡng, và các tế bào ở bất kỳ đầu nào của chuỗi di động đều có thể thon nhỏ. Nhằm tách ra khỏi tập đoàn cha, hormogonium thường đứt ra ở tế bào yếu hơn cả trong sợi, gọi là necridium.
Mỗi tế bào riêng rẽ của vi khuẩn lam thường có vách tế bào dày dạng keo gelatin. Chúng không có lông roi (tiên mao), nhưng các hormogonium của một số loài có thể di chuyển bằng cách trượt dọc theo các bề mặt. Nhiều dạng sợi đa bào của Oscillatoria có khả năng chuyển động theo dạng sóng; với sợi dao động tới và lui. Trong các cột nước một số vi khuẩn lam trôi nổi bằng cách tạo ra các bọng khí, như ở vi khuẩn cổ (Archaea). Các bọng này không là các cơ quan tử như vậy. Chúng không bị ràng buộc bằng các màng lipid mà là bằng một màng protein.
Một số loài vi khuẩn lam đóng góp đáng kể vào sinh thái học và chu trình oxy toàn cầu. Loài vi khuẩn lam biển nhỏ bé thuộc chi Prochlorococcus được phát hiện năm 1986 chiếm trên 50% khả năng quang hợp của đại dương mênh mông. Nhiều loài vi khuẩn lam thậm chí còn thể hiện khả năng tạo nhịp điệu sinh học ngày đêm, một khả năng mà từng có thời người ta cho rằng chỉ có ở các sinh vật nhân chuẩn.

## Phân loài
- Khuẩn bèo dâu - các loài vi khuẩn lam cộng sinh trong lá bèo hoa dâu.
- Khuẩn cẩm tú cầu - các loài vi khuẩn lam cộng sinh trong lá cẩm tú cầu.
- Khuẩn bèo tây - các loài vi khuẩn lam ký sinh và cộng sinh trong lá lục bình.

Vi khuẩn lam thường cộng sinh và ký sinh trên các lá cây có ánh sáng.
Ngành Cyanobacteria
1. Lớp Chroobacteria
  1. Bộ Chroococcales
  2. Bộ Oscillatoriales
2. Lớp Cyanobacteria 
  1. Nhánh I
  2. Nhánh III
  3. Nhánh IV
3. Lớp Hormogoneae
  1. Bộ Nostocales
  2. Bộ Stigonematales
4. Lớp Incertae sedis
  1. Chi Amphithrix

## Cấu tạo tế bào
Bảng so sánh cấu tạo khuẩn lam với vi khuẩn sẽ được lập như sau
| Cấu tạo tế bào              | Khuẩn lam (tỉ lệ) | Vi khuẩn (tỉ lệ) |
| --------------------------- | ----------------- | ---------------- |
| Nhân                        | 32%               | 29%              |
| Không bào                   | 45%               | 49%              |
| Thành tế bào                | 99%               | 89%              |
| Chất tế bào                 | 71%               | 62%              |
| Màng sinh chất              | 12%               | 7%               |
| Bào quan chứa chất diệp lục | 98%               | 1%               |

Khuẩn lam có tỉ lệ nhiều hơn vi khuẩn 224%.
Tế bào vi khuẩn lam được bao bọc bời lớp màng nhày có cấu tạo hóa học chủ yếu là polysaccharide giống với capsule của vi khuẩn. Thành tế bào là lớp lưới murein gồm nhiều lớp glycopeptide, gần giống với thành tế bào của vi khuẩn gram dương. Cấu trúc màng nguyên sinh chất cũng giống vi khuẩn, gốm 3 lớp với lớp trong và lớp ngoài cấu tạo chủ yếu là protein còn lớp giữa là phospholipid. Tế bào chất là dịch keo trong suốt có chứa hạt ribosome, volutine, không bào, glycopeptide (sản phẩm quang hợp chủ yếu của vi khuẩn lam, glycopeptide gần giống với glycogen. Không bào của vi khuẩn lam chứa đầy khí nitơ.
Vi khuẩn lam thường có màu sắc khác nhau do chứa các nhóm sắc tố là diệp lục tố, carotenoid và phytocobilin.

## Kích thước, hình dạng và cách thức di chuyển
Khuẩn lam có phần lớn là kích thước nhỏ, còn lại kích thước gấp đôi phần lớn khuẩn lam.
Về mặt hình dạng, vi khuẩn lam thường hình bát giác, hình cầu, hình lá cây.
Có 3 cách thức di chuyển chủ yếu, ta lập bảng so sánh sau
| Loại sinh vật           | Vi khuẩn | Khuẩn lam |
| ----------------------- | -------- | --------- |
| Có roi                  | 3400     | 109000    |
| Không có roi            | 105700   | 0         |
| Không có roi hoàn chỉnh | 900      | 1000      |

## Quan sát
Khi nhìn bằng ống nhòm, ta thấy khuẩn lam có kích thước 0,4% vi khuẩn. Với mắt thường, ta chưa rõ khuẩn lam chiếm bao nhiêu % vi khuẩn. Dưới kính hiển vi, vi khuẩn lam có thể chiếm 60 - 75% vi khuẩn.

## Hình ảnh

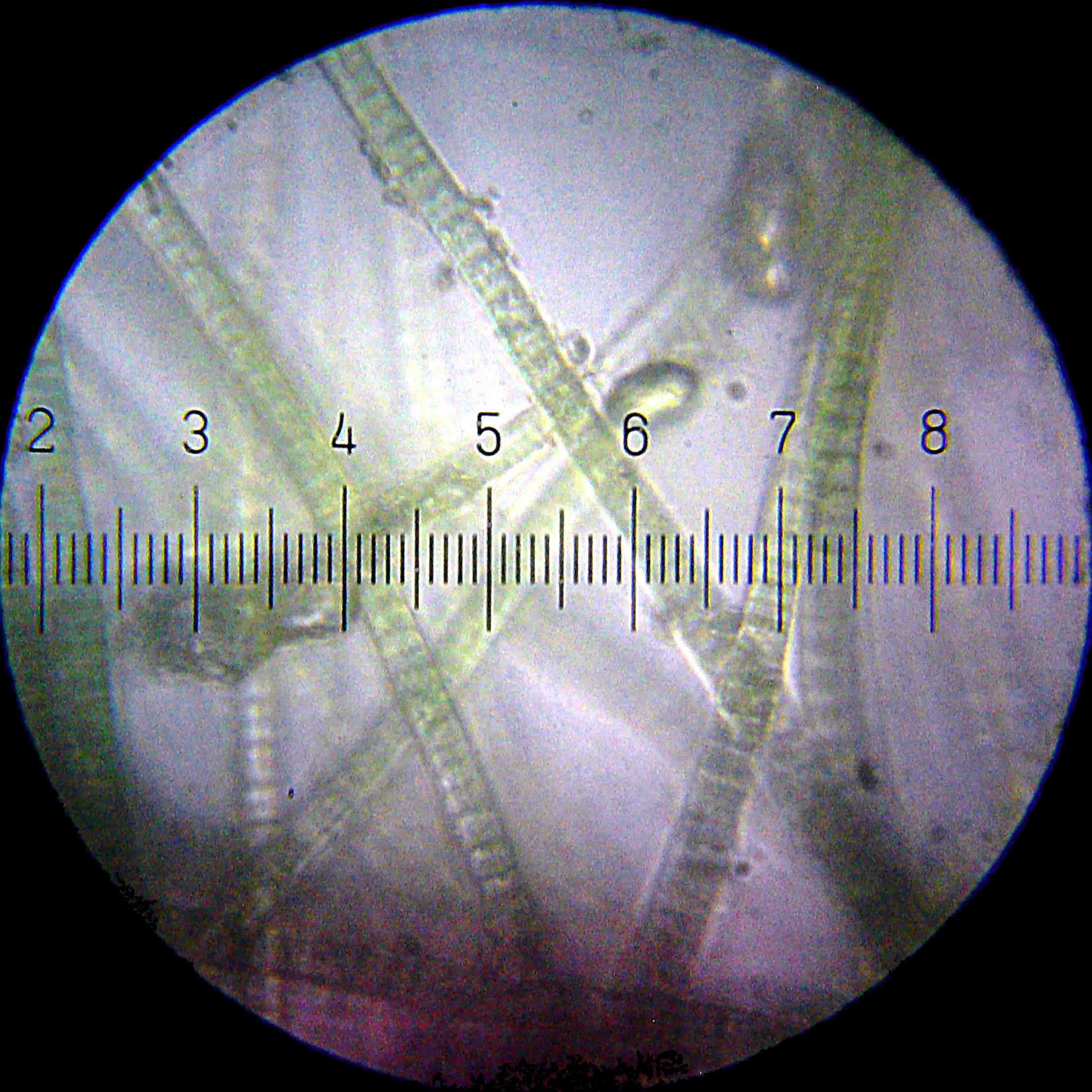
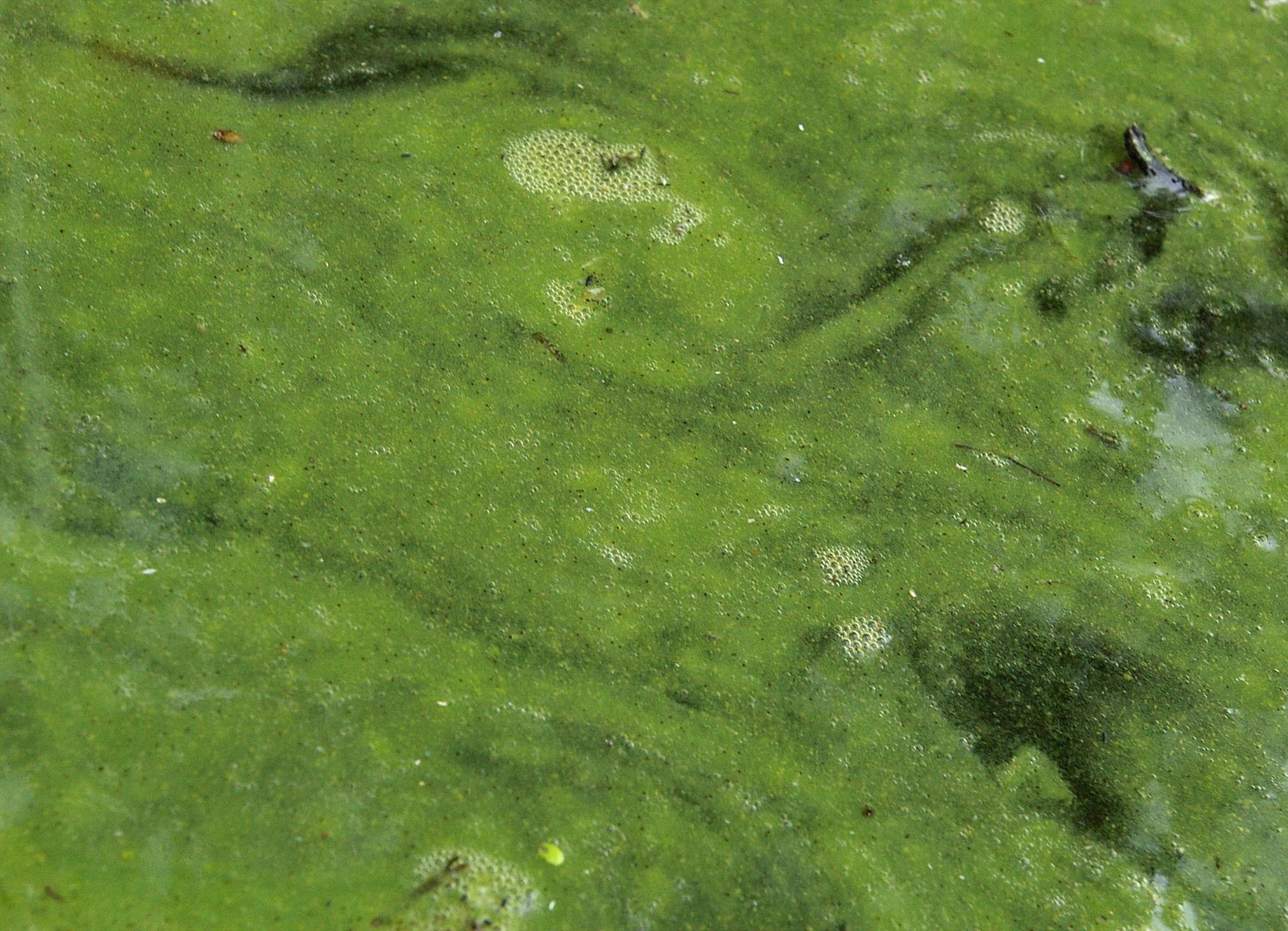
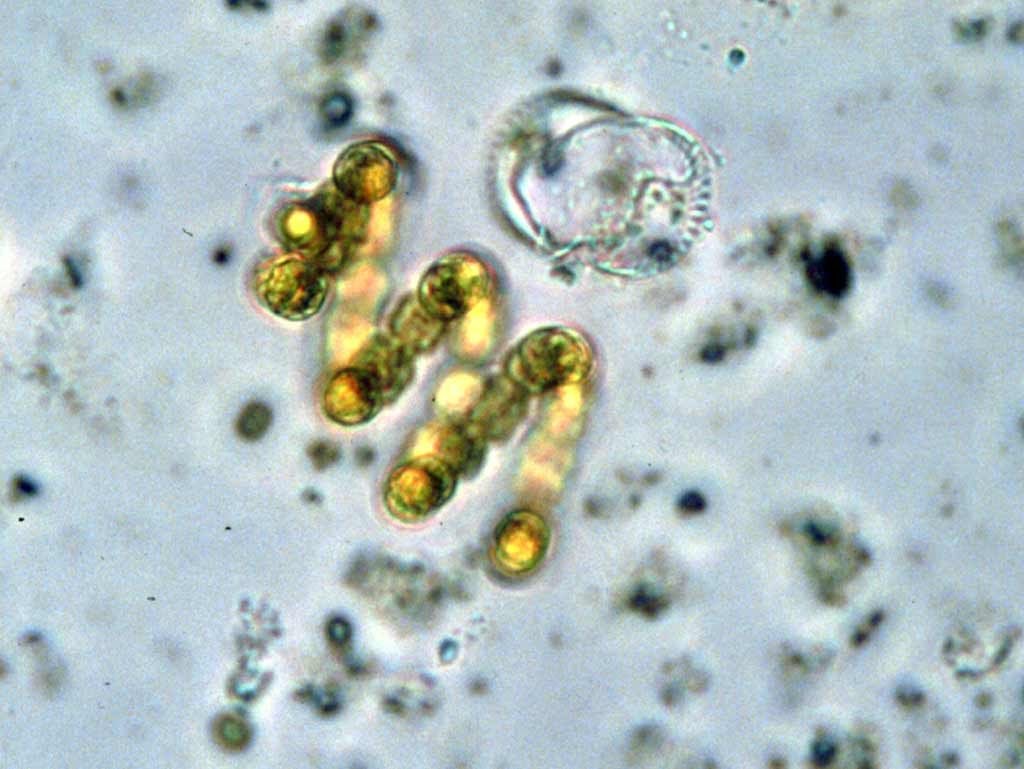
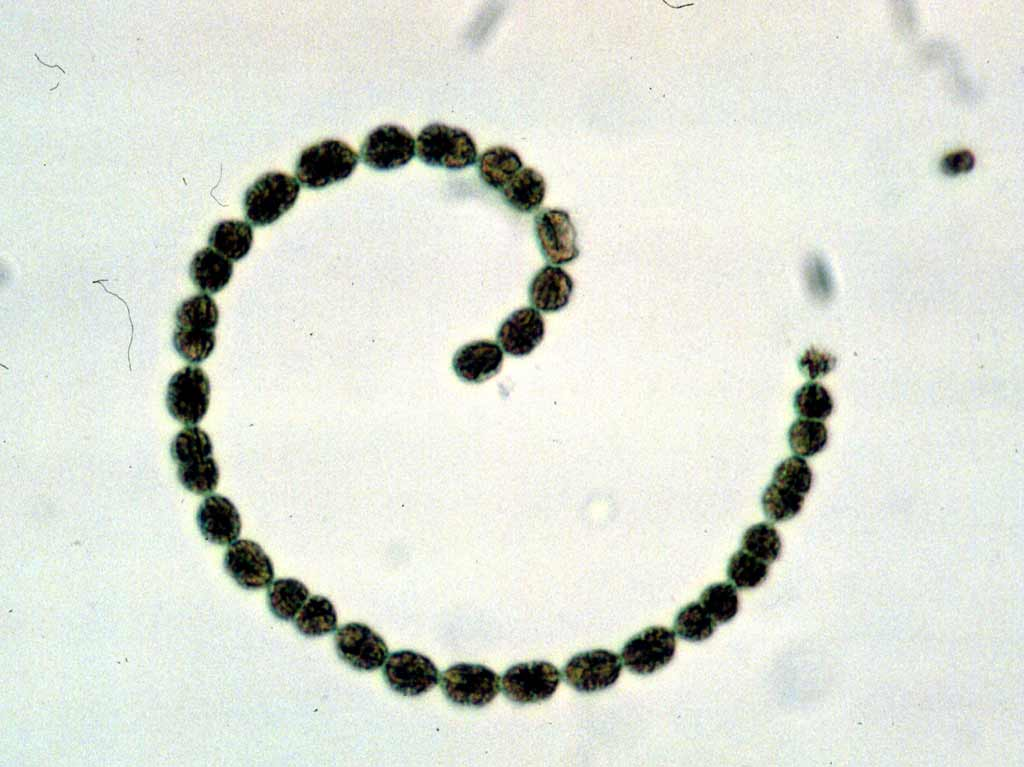